# Какичев
Какичев — хутор в Белокалитвинском районе Ростовской области. Входит в Богураевское сельское поселение.

## География
Хутор расположен в 15 км (по дорогам) южнее города Белая Калитва (райцентр), на правом берегу реки Северский Донец.

## Население
| 1989 | 2002 | 2010 |
| ---- | ---- | ---- |
| 638  | ↗756 | ↘624 |

## Инфраструктура
Улицы
| - ул. Водопроводная, - ул. Гибкая, - ул. Животноводческая, - ул. Колхозная, - ул. Кооперативная, - ул. Крайняя, - ул. Красивая, - ул. Лунная, - ул. Молодёжная, - ул. Молочная, - ул. Нагайская, - ул. Производственная, - ул. Скалистая, - ул. Тепличная, - ул. Центральная, | - пер. Береговой, - пер. Вербный, - пер. Кривой, - пер. Крутой, - пер. Лодочный, - пер. Овощной, - пер. Песчаный, - пер. Пляжный, - пер. Птичий, - пер. Садовый, - пер. Тополиный. |

## Люди, связанные с хутором
В хуторе родился Толстенев, Владимир Егорович — Герой Социалистического Труда.